# Miamisburg
Miamisburg [maɪˈæmiːzbɜːrg] är en stad i Montgomery County i Ohio. Vid 2010 års folkräkning hade Miamisburg 20 181 invånare.